# Mehmet Emin Karamehmet
Mehmet Emin Karamehmet (* 1. April 1944 in Tarsus) ist ein türkischer Unternehmer.

## Leben
Karamehmet besuchte das Robert College in Istanbul und studierte Wirtschaftswissenschaften am Dover College in Kent. Nach seinem Studium kehrte Karamehmet in seine Heimatstadt Tarsus zurück. Er gründet mit Hilfe seines Vaters sein erstes eigenes Unternehmen. Mittlerweile leitet er die 1921 von Şadi Eliyeşil gegründete Çukurova Holding. Nach Angaben des amerikanischen Forbes Magazine gehört Karamehmet zu den reichsten Türken. Karamehmet ist verheiratet und hat ein Kind. Er lebt mit seiner Familie in Istanbul.
Im Jahr 2010 wurde Karamehmet wegen Betruges zu einer langjährigen Freiheitsstrafe und zu einer hohen Geldstrafe verurteilt. Das Urteil wurde vom Kassationshof aufgehoben und an das Gericht zurückverwiesen. In der zweiten Verhandlung wurde er zu sieben Jahren und einem Monat Haft sowie einer Geldstrafe von 417,5 Millionen Türkischen Lira verurteilt. Im Dezember 2016 bestätigte der Kassationshof dieses Urteil. Es ist somit rechtskräftig.